# José Freüller Alcalá-Galiano
José Freüller Alcalá-Galiano (Màlaga, 21 de març de 1815 – 27 d'abril de 1901), V marquès de la Paniega, fou un aristòcrata, advocat, empresari i polític espanyol.
Fill de Santiago Freüller Curtí, natural dels cantons suïssos i brigadier dels Reial Exèrcits, i de María de los Dolores Alcalá-Galiano Pareja, marquesa de la Paniega. Fou germanastre de Juan Valera, fruit del segon matrimoni de la seva mare amb José Valera Viana. Es va casar amb Carmen Sánchez de Quirós Hinojosa, amb la qual no va arribar a tenir fills i morí sense descendència.
Com a marquès de la Paniega va ser un gran propietari a Màlaga, Cabra, Còrdova i Carmona.
Començà carrera política amb els moderats com a alcalde de Màlaga entre 1846 i 1847. Posteriorment va ser diputat pel districte de Campillos (1864-1865) i el de Ronda (1867-1868). Amb la revolució de 1868 es retira de la política, tot i que tornà el 1884 com a senador designat per la Societat Econòmica de Sevilla. Durant aquesta legislatura va ser membre de la comissió de segregació de diverses poblacions del municipi de Zalamea la Real i constituir el de Nerva. Va ser reelegit el 1886 i el 1887.
Dedicà molts esforços al progrés artístic i cultural i a la protecció del patrimoni monumental de la ciutat de Màlaga. Va ser un dels fundadors i el primer president de la Reial Acadèmia de Belles Arts de Sant Elm de Màlaga, des de la seva constitució el 1850 fins a la seva mort el 1901.